# Miguel Ortiz Iribas

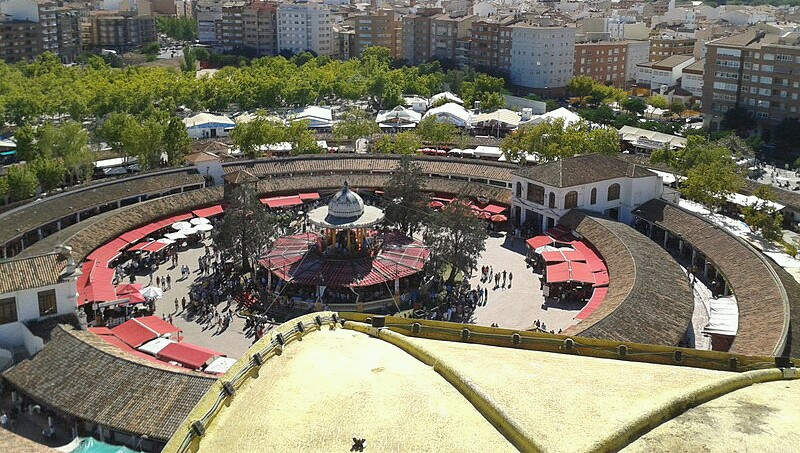
Miguel Ortiz proyectó, junto con Julio Carrilero, la ampliación del Recinto Ferial de Albacete de 1944.

Miguel Ortiz Iribas (Estella, 25 de mayo de 1885-Albacete, 8 de junio de 1967) fue un arquitecto español. Desarrolló la mayor parte de su obra en Albacete, donde dejó huella de su formación madrileña, siendo una de las figuras clave de la arquitectura albaceteña de las primeras décadas del siglo XX.

## Biografía
Nacido en Estella (Navarra) en 1885, hijo del militar Joaquín Ortiz y de Brígida Iribas, padres de dos arquitectos más. La familia se trasladó a Madrid, donde fue destinado su padre y donde estudió, como sus hermanos Lorenzo y Félix, arquitectura. Titulado el 15 de febrero de 1911, pronto contactó con el arquitecto Mendoza, pariente de la familia Urquijo, con el cual colaboró un tiempo hasta que decidió integrarse en la Administración en Albacete, en 1912, para ocupar en el Catastro el cargo de arquitecto jefe. En 1915 se casó con María Montoya.
Fue arquitecto municipal de Albacete entre 1929 y 1931. También ocupó los puestos de arquitecto municipal de La Roda, arquitecto diocesano y arquitecto de la Diputación de Albacete. En 1942 fue elegido decano del Colegio de Arquitectos de Albacete, ocupando el cargo durante casi veinte años. Formó despacho con Julio Carrilero entre 1942 y 1955.
Desde su llegada, no tardó en ganar merecida fama en Albacete, donde su primera etapa estuvo marcada por el academicismo riguroso de la Escuela de Arquitectura, reflejado en sus obras con una mezcla de eclecticismo y modernismo que perduró hasta 1942. Tras su asociación con Julio Carrilero, único rival posible en Albacete, los elementos superficiales de su estilo empezaron a desaparecer para empezar a experimentar un giro gradual hacia una postura más sobria, en sintonía con el Movimiento Moderno. A partir de entonces su obra se caracterizó por líneas más depuradas, funcionalidad evidente y claridad en las técnicas y materiales que utilizaba.
Tuvo ocasión de volver a Madrid poco antes de jubilarse, pero nunca quiso abandonar Albacete, donde murió en 1967.

## Obras
Miguel Ortiz realizó numerosos proyectos en Albacete, entre los que destacan:
- Herrería de Bartolomé García, Albacete (1912)
- Montecasino (1915)
- Casa de Agustín Flores, Albacete (1916)
- Edificio de la Cruz Roja (1921)
- Casa de Alberto Sanz, Albacete (1922)
- Casa de José Cabot Jubany, Albacete (1922)
- Casa de Filomena Flores, Albacete (1924)
- Archivo Histórico Provincial de Albacete (1924)
- Colegio de Arquitectos (1925)
- Casa de Enrique Meléndez, Albacete (1925)
- Grupo de casas baratas, Albacete (1926)
- Casas económicas para la Providencia de España, Albacete (1926)
- Grupo de casas baratas, Albacete (1940)
- Ampliación del Recinto Ferial de Albacete (1944)[4][5]
- Casa de Reyner Espinosa, Albacete (1945)
- Casa de Luis Navarro, Albacete (1946)
- Viviendas para el personal de la Delegación de Abastecimientos, Albacete (1948)
- Edificio de Juan Cullell, Albacete (1949)
- Ampliación y consolidación de la Catedral de San Juan Bautista de Albacete (1950)